# Pilatus PC-12
Пилатус ПС-12 (англ. Pilatus PC-12) — одномоторный турбовинтовой самолёт, выпускаемый швейцарской компанией «Пилатус Эйркрафт» из Штанса с 1991 года. Он был разработан как многоцелевой административный самолет, который в дополнение к основной пассажирской двери имеет большую кормовую грузовую дверь. Благодаря своей эффективной конструкции с высокой степенью практичности PC-12 используется большим количеством операторов во многих странах. Основное применение самолета — корпоративные перевозки, но он также используется и небольшими региональными авиалиниями, операторами воздушной скорой помощи и многими государственными учреждениями, такими как полицейские службы и вооруженные силы. 2000-й PC-12 был поставлен заказчику в мае 2023 года.

## Разработка и производство

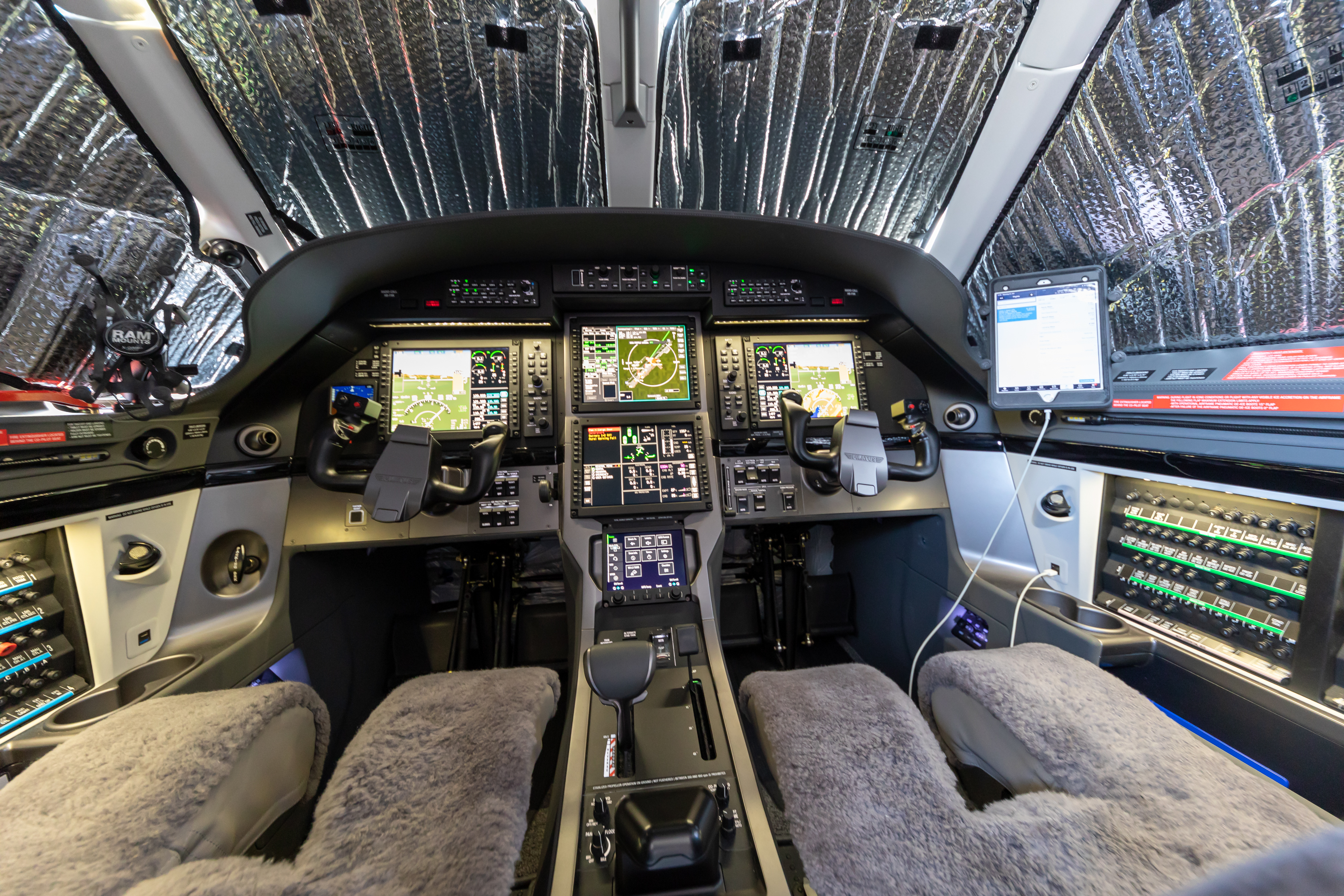
Кабина пилотов самолёта Pilatus PC-12

В октябре 1989 года компания Pilatus Aircraft объявила о разработке нового самолёта PC-12 на ежегодном съезде Национальной ассоциации деловой авиации (NBAA). До заявления о создании нового воздушного судна в 1989 году проект PC-12 велся в течение некоторого времени в условиях строгой секретности, и к моменту объявления о факте существования самолёта сборка первого прототипа уже началась.  Компания Pilatus считала, что PC-12 подойдет для развивающегося рынка бизнес-джетов, не охваченного существующими в то время самолетами, и что этот самолёт станет первым одномоторным самолетом с большой кабиной, который сможет летать на высоких скоростях на большие расстояния. Строительство двух прототипов было завершено 1 мая 1991 года, а первый полет состоялся 31 мая 1991 года. Первоначально швейцарская сертификация типа была запланирована на середину 1991 года , но переделка крыльев (увеличение размаха и добавление винглетов для обеспечения лучших лётных характеристик) задержала эту процедуру. 30 марта 1994 года Швейцарское федеральное управление гражданской авиации выдало сертификат типа для самолёта PC-12. Сертификация Федерального управления гражданской авиации США последовала 15 июля 1994 года.
С момента ввода нового самолёта в эксплуатацию компания Pilatus разработала множество усовершенствований и дополнительных опций для оригинальной модели PC-12. Эти изменения включали увеличение максимальной взлетной массы, использование более мощных двигателей, установка новой авионики, внедрение мер по снижению шума, установка нового воздушного винта, увеличение скорости и дальности полета, обновленный интерьер и средства мультимедиа для повышения комфорта для пассажиров. Другие авиационные компании, такие как Finoff Aviation Products или Hartzell Propeller, также выпускают собственные решения и пакеты усовершенствований для PC-12.

### PC-12NG

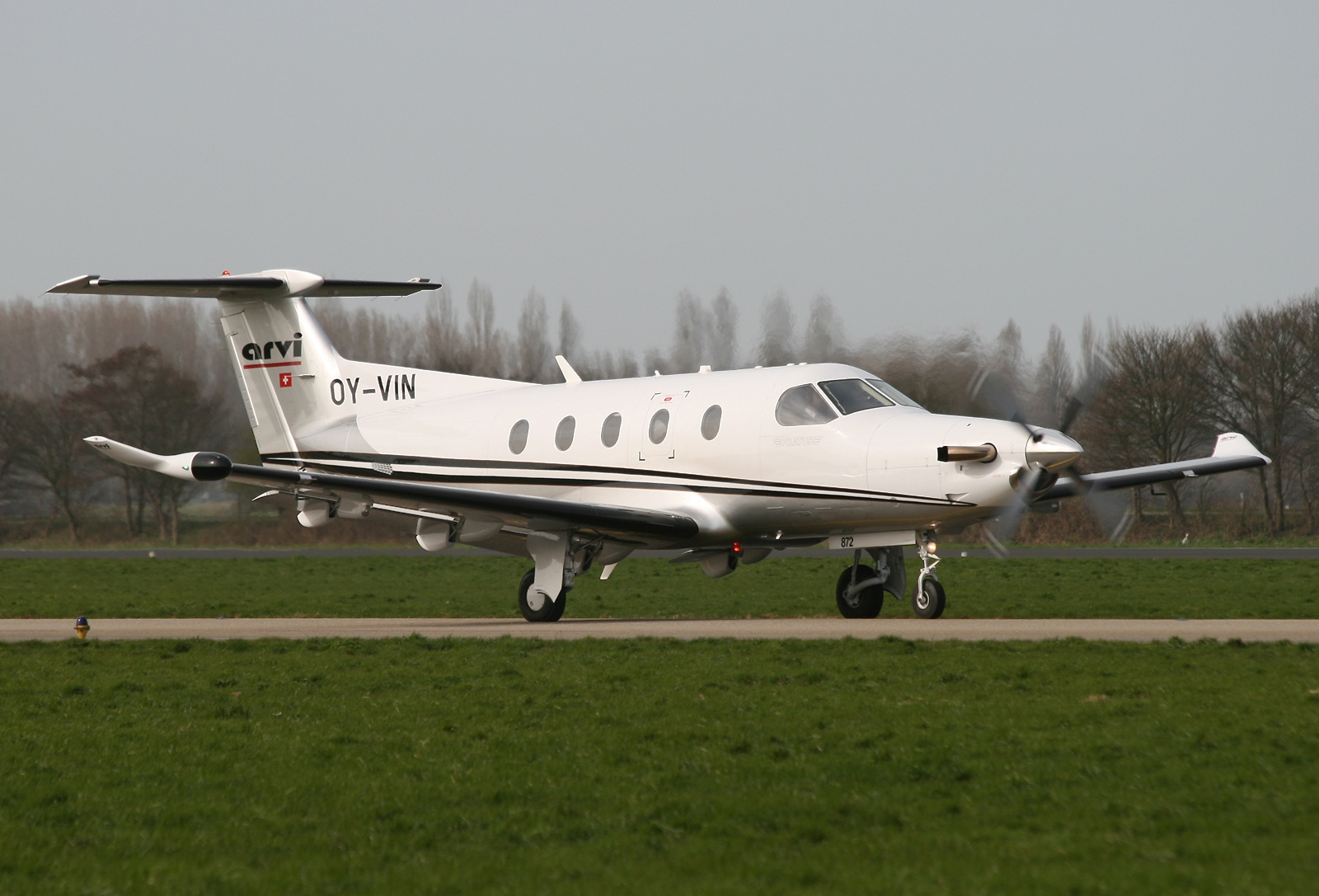
Pilatus PC-12 в аэропорту Роттердам-Гаага в 2008 году. На правом крыле виден метеорологический радар

Компания Pilatus анонсировала вариант самолёта PC-12NG (Next Generation — следующее поколение) на ежегодном съезде Национальной ассоциации деловой авиации (NBAA) в Орландо в 2006 году и официально представила его на конференции NBAA 2007 в Атланте. NG оснащен более мощным двигателем Pratt & Whitney PT6A-67P с улучшенными показателями набора высоты и увеличенной максимальной крейсерской скоростью. NG также оснащен стеклянной кабиной Honeywell Primus, при чем до этого PC-12 был одной из немногих моделей бизнес-джетов, в которой отсутствовала авионика с жидкокристаллическими дисплеями. В переработанной кабине пилотов установлены контроллеры автоматического управления наддувом, а также управляемый курсором вход в навигационную систему. Концевые закрылки PC-12 NG также были изменены по сравнению с оригинальной версией. В течение двух лет после запуска в серию PC-12 NG, на него было размещено более 200 заказов. В мае 2008 года заказчику, ВВС Финляндии, был поставлен первый самолет PC-12 NG.
Вариант PC-12M (Multipurpose — многоцелевой) создан на базе PC-12 NG, но оснащен более мощными электрическими генераторами, которая позволяет устанавливать дополнительное энергоемкое оборудование. Это позволяет PC-12M выполнять такие задачи, как инспекция полетов, миссии в качестве самолёта санитарной авиации, аэрофотосъемки и воздушного наблюдения. Дополнительная боковая дверь позволяет сбрасывать с парашютом людей и грузы. PC-12 в этой версии продается в Соединенных Штатах как военизированная платформа специального назначения под наименованием PC-12 Spectre.
18 декабря 2012 года компания Pilatus официально открыла  новую штаб-квартиру в Чунцине в Китае и объявила о будущем производстве PC-12 для клиентов из Азиатско-Тихоокеанского региона на производственной линии на местном заводе. В сентябре 2014 года было объявлено, что производство различных авиационных компонентов и запасных частей для PC-12 NG с 2016 года будет осуществляться компанией Tata Advanced Systems в Индии, ранее эти детали изготавливались компанией PZL-Świdnik в Польше.

### PC-12NGX
На съезде NBAA в октябре 2019 года компания Pilatus анонсировала уже получивший сертификат типа самолёт в версии PC-12NGX. Самолёт в новой версии стал оснащен электронно-цифровой системой управления двигателем с полной ответственностью (FADEC) и получил дополнительный режим малой скорости воздушного винта для снижения шума в салоне. Крейсерская скорость самолёта в варианте NGX  составляет 537 км/ч. Обновленная авионика производства Honeywell с автоматическим режимом управления тягой  устройством ввода с сенсорного экрана. Адаптированные от самолёта PC-24, окна салона на 10% больше, а переработанный салон включает в себя новые сиденья. Плановое техническое обслуживание продлено до 600 летных часов, а время между капитальными ремонтами увеличено с 4000 до 5000 часов. Поставки должны были начаться во втором квартале 2020 года по  цене 4,39 млн долларов США для базовой версии, и до 5,369 млн долларов США в типичном исполнении для самолета представительского класса. В 2023 году его стоимость в полностью укомплектованной версии составила 6,028 млн долларов.

## Конструкция

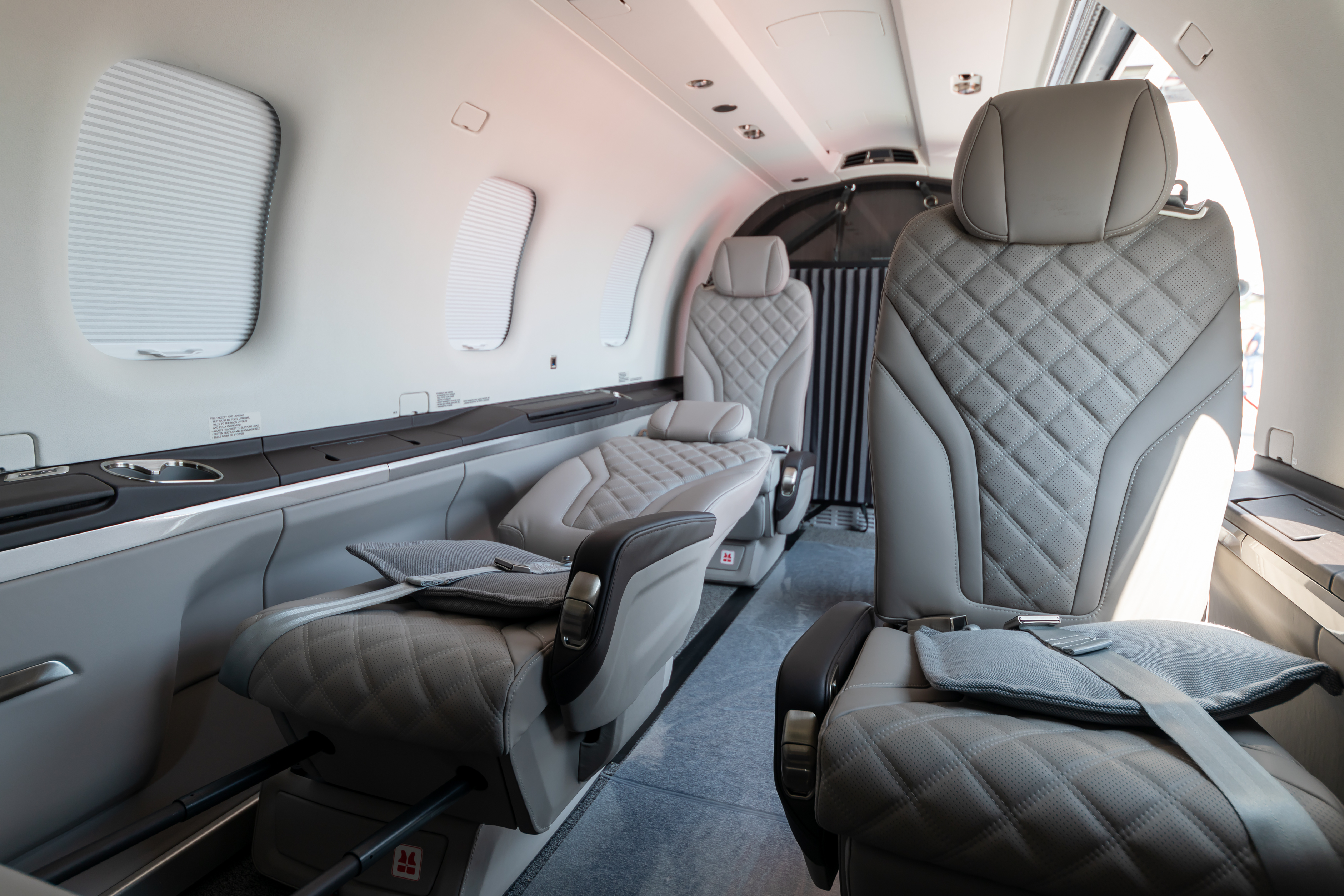
Интерьер салона Pilatus PC-12 в VIP-конфигурации

Pilatus PC-12 стал вторым административным и корпоративным самолетом, оснащенным одним турбовинтовым двигателем (первым был Piper Malibu, а третьим стал SOCATA TBM 850). Конструктивно PC-12 представляет собой моноплан с низкорасположенным трапециевидным крылом с Т-образным хвостовым оперением. Планер самолета выполнялся преимущественно из алюминиевых сплавов, а в конструкции подфюзеляжных гребней и форкиля были применены композитные материалы. Он оснащен одним двигателем Pratt & Whitney PT6A-67. Ранние модели оснащались двигателем PT6A-67B, а поздняя модификация PC-12 NG использует более мощный двигатель PT6A-67P. По данным компании Pilatus, PC-12 NG обладает исключительной универсальностью и способен работать в самых суровых условиях, например, в обширных практически ненаселённых засушливых внутренних районах Австралии. Это один из немногих самолетов с герметичным  газотурбинным  двигателем, способный взлетать с грунтовых взлетно-посадочных полос.
В стандартно скомпонованном салоне могут разместиться до девяти пассажиров, есть изолированная туалетная кабина и багажное отделение в задней части фюзеляжа. Среди других конфигураций салона могут быть различные компоновки, вмещающие от шести до восьми пассажиров, четырехместную пассажирско-грузовую версию, а также компоновку в версии самолёта санитарной авиации, вмещающую до двух носилок и трех сопровождающих медицинских работников. Интерьер был разработан совместно с подразделением компании BMW Designworks с широким использованием натуральной кожи, шпона ценных пород дерева и различных тканей для создания обстановки, напоминающей обстановку в роскошном автомобиле. Для размещения крупногабаритных грузов, в том числе грузов на поддонах, установлена  большая грузовая дверь в задней части фюзеляжа. В PC-12 реализованы многочисленные меры безопасности. Двигатель PT6A-67 имеет репутацию достаточно надежного, фактор, который, как сообщается, был решающим для некоторых потенциальных заказчиков. Для противодействия сваливанию и переходу в штопор, двойные датчики угла атаки около законцовок крыла передают управляющие команды рукояти управления  заблаговременно до потенциального перехода самолёта в критические режимы полёта. Вместе с этим PC-12 NG имеет полную дублированную электрическую систему с разделенной управляющей шиной, похожую на ту, которая устанавливается на современные реактивные самолеты, в дополнение к двум отдельным аккумуляторам и третьей аварийной батарее. PC-12 сертифицирован для полетов в условиях арктического климата. В стандартной комплектации пневматические противообледенительные системы установлены в крыльях и хвостовом оперении, электрические противообледенительные устройства интегрированы в лобовое стекло, а тепло отработавших газов используется для противообледенительной защиты воздухозаборников двигателей. В 2014 году издание Aviation Week & Space Technology описало PC-12 как самолет, обладающий «...сравнительно низкой скоростью взлета и посадки, превосходными характеристиками на коротких полосах и простотой управления».

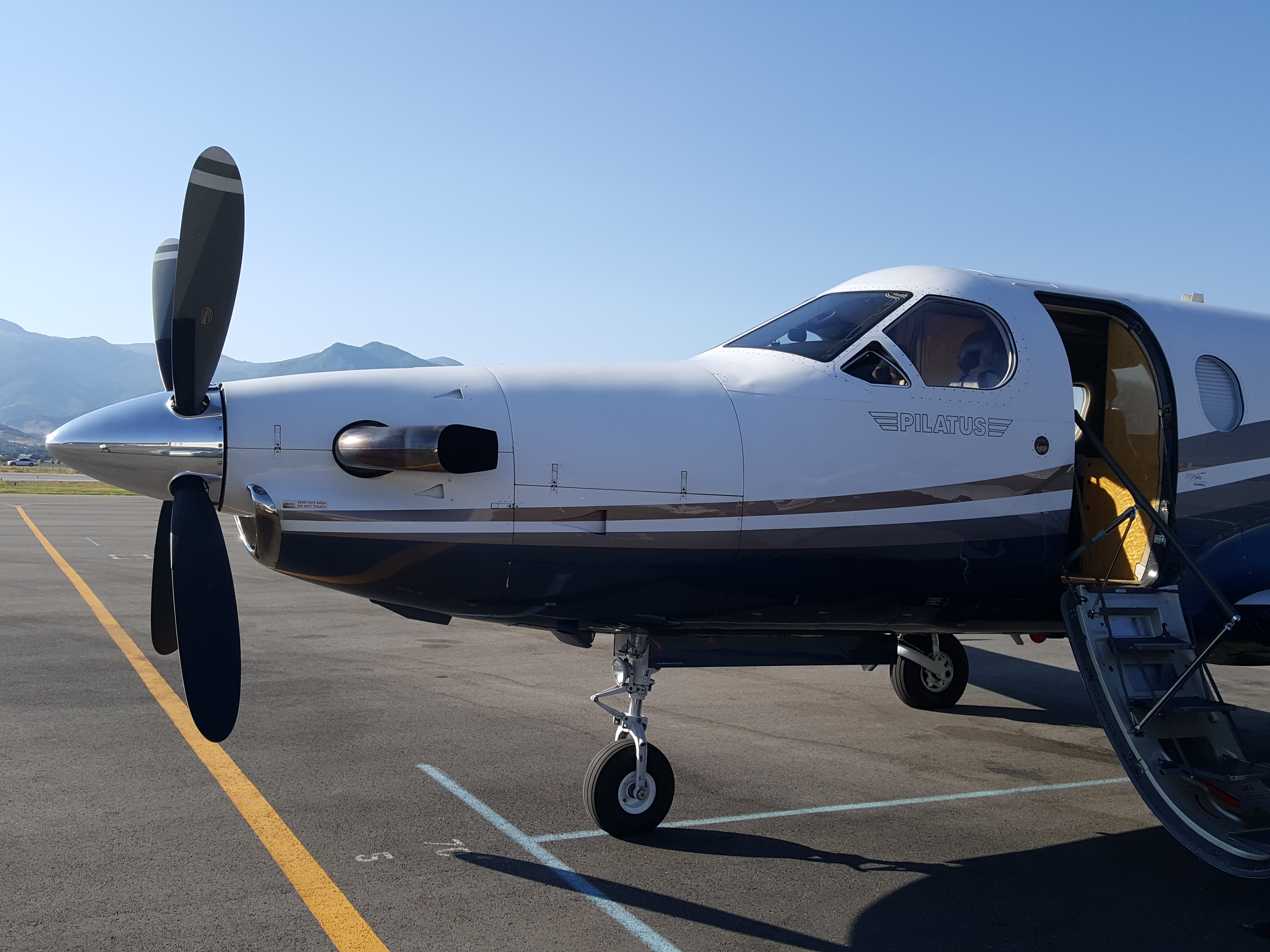
Носовая часть Pilatus PC-12 с двигателем Pratt & Whitney Canada PT6A-67P

В дополнение к использованию в качестве корпоративного или частного самолета, PC-12 может быть переконфигурирован в многоцелевой летательный аппарат, например, в самолёт санитарной авиации или специализированный разведывательный самолёт для проведения военных операций. В последней роли в хвостовой части PC-12 устанавливается выдвижные электрооптические/инфракрасные датчики, а консоль оператора, с двумя мониторами, цифровым видеорегистратором, панелью связи и местами для размещения станций радиосвязи и каналов передачи данных, может быть размещена в пассажирской части салона. PC-12 также может быть в значительной степени перестроен для удовлетворения отдельных требований конкретных заказчиков. В качестве многоцелевого самолета этот тип использовался различными заказчиками, включая авиацию Красного Креста, Королевскую воздушную медицинскую службу Австралии, Королевскую канадскую конную полицию и Военно-воздушные силы США.
В стандартной комплектации самолет оснащен трехосным автопилотом, а метеорологический радар, системы дальней навигации и радиолокационный высотомер являются дополнительными опциями. Кабина экипажа PC-12 NG оснащена системой авионики Primus Apex производства компании Honeywell, включающей четыре 10-дюймовых жидкокристаллических дисплея высокого разрешения, два из которых выполняют функции основных индикаторов полета и расположены непосредственно перед каждым из пилотов, а два других являются многофункциональными дисплеями и располагаются по центру между двумя членами экипажа. Стеклянная кабина Primus Apex во многом схожа с аналогичными системами авионики других бизнес-джетов и была разработана для минимизации нагрузки на экипаж и обеспечения повышенной безопасности при полетах с одним пилотом. Также на самолёте установлена усовершенствованная система синтезированного видения, выводящая на систему индикации изображение топографического участка, наблюдаемого из кабины пилота и обеспечивающая лучшую ситуационную осведомленность и безопасность при полетах по правилам визуальных полетов. Компоновка кабины оптимизирована с учётом эргономики и эстетики, обеспечивая одинаковый уровень комфорта как для экипажа так и для пассажиров. На PC-12 NG установлена система контроля состояния двигателя, которая автоматически отслеживает параметры двигателя и выдает соответствующие предупреждения, облегчая плановое профилактическое обслуживание.
В октябре 2021 года компания Blackhawk Aerospace объявила о планах предложить масштабную модернизацию «XP67P+», которая будет доступна для многих устаревших PC-12. Модернизация заключается в замене стандартного двигателя Pratt and Whitney PTA-67B на новый заводской PTA-67P, что позволит улучшить многие технические характеристики, в том числе увеличить мощность на валу на 142 лошадиных силы и максимальный крутящий момент до 230 Н·м. Что, в свою очередь приводит к 25%-ному увеличению показателей скороподъемности,  крейсерской скорости и рядом других эксплуатационных преимуществ. Сертификация этих обновлений конструкции самолёта планировалась в 2023 году.

## История службы

### Коммерческий бизнес-джет
Первые продажи PC-12 в основном осуществлялись государственным заказчикам, поскольку, как сообщается, компания Pilatus не была уверена в потенциале продаж авиакомпаниям и частным лицам. В 1994 году Королевская авиационная медицинская служба Австралии стала первым заказчиком PC-12. Она эксплуатирует 32 самолёта PC-12 по всей Австралии для оказания медицинских услуг в отдаленных районах континента.
В 2006 году американское издание Flying охарактеризовало PC-12 как «...более экономичный в эксплуатации, чем любой газотурбинный самолет аналогичного размера». В 2007 году журнал Flying описал сохранение высокого уровня сохранения стоимости подержанных самолетов PC-12 как «невероятное», объяснив это большим спросом на эту модель самолёта. Высокие цены на нефть являются довольно существенным фактором увеличения продаж турбовинтовых самолетов, в том числе таких как PC-12.

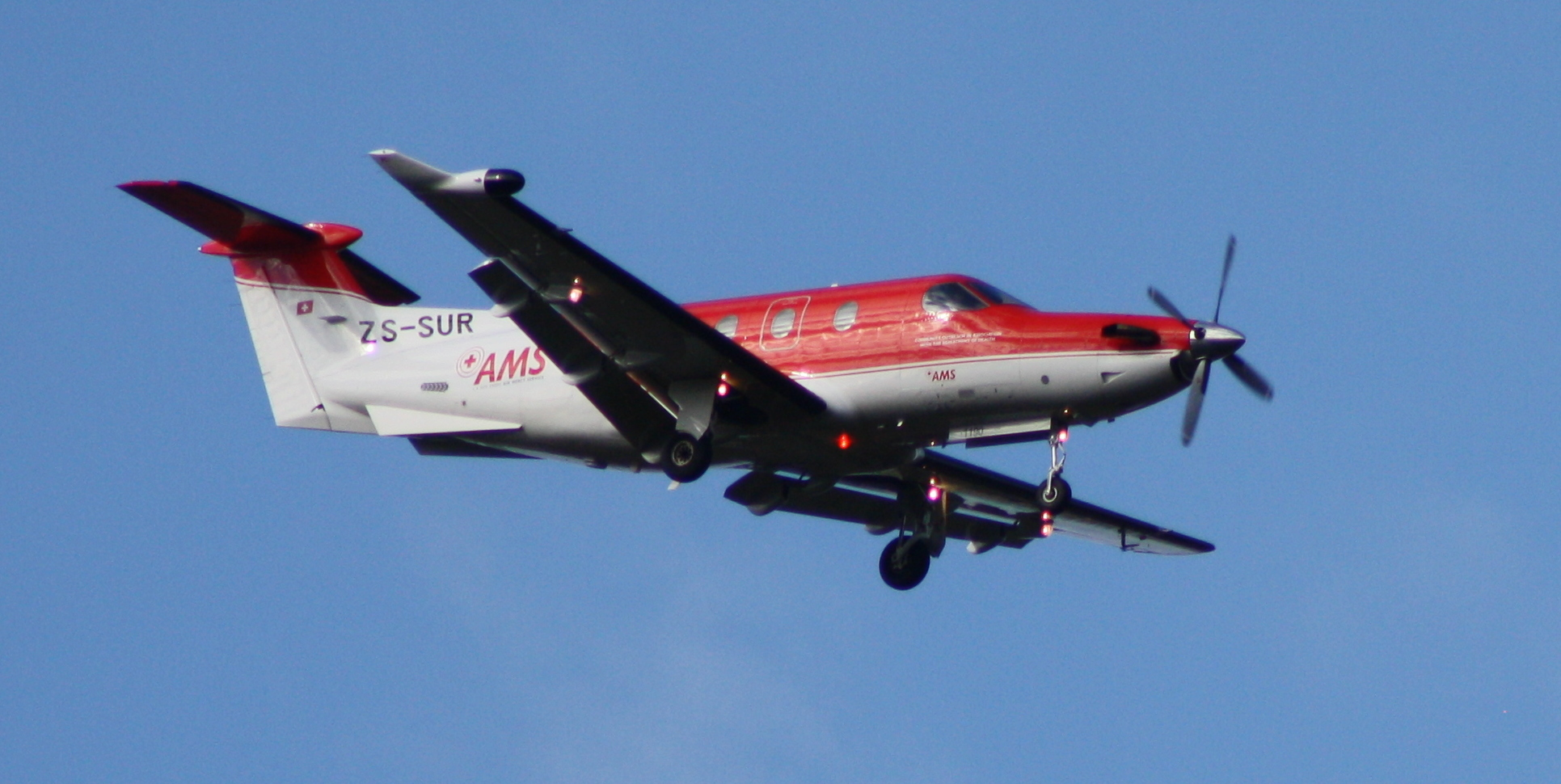
Самолёт санитарной авиации Pilatus PC-12/47E принадлежащий авиационной службе Красного Креста Air Mercy Service

Основная часть спроса приходится на Северную Америку, и три четверти продаж  версии PC-12NG приходится на конфигурации Executive (представительский). Хотя его цена выросла с 3,3 млн долларов в 2005 году до 4,7 млн долларов в 2015 году, он сохраняет 80–85% своей стартовой продажной цены после 10 лет использования при условии нормальной эксплуатации, что лучше, чем сопоставимые турбовинтовые или бизнес-джеты, и также продается на 40% быстрее аналогов. Pilatus также использует ряд зарубежных дистрибьюторов для маркетинга и продажи PC-12 в определенных регионах. В частности, AMAC Aerospace является эксклюзивным контрагентом по продажам этого самолёта в странах Ближнего Востока.
В августе 2014 года калифорнийская авиакомпания Surf Air разместила заказ на 15 самолетов PC-12 NG и 50 опционов на будущие закупки, что стало одним из крупнейших контрактов на самолеты этого типа. PlaneSense, компания с долевым владением, базирующаяся в Нью-Гемпшире, управляет крупнейшим флотом самолетов этого типа, эксплуатируя 34 единицы PC-12 по состоянию на 2015 год.
В июне 2010 года компания Pilatus объявила о поставке 1000-го самолета PC-12. К августу 2013 года мировой флот PC-12 налетал в общей сложности 4 миллиона лётных часов, и 1200 самолетов PC-12 были поставлены заказчикам. Чуть больше, чем через год после 1300-го, в июле 2016 года, 1400-й PC-12 был поставлен покупателю. По состоянию на июль 2016 года флот налетал 5,6 миллиона часов с момента сертификации и 1 миллион часов для 630 единиц в варианте PC-12 NG с момента их появления в 2008 году. В мае 2018 года, когда самолёты PC-12 отработал более 6,8 млн лётных часов, интервал технического обслуживания был увеличен со 100/150 часов до 300, а новый план технического обслуживания позволил сократить трудозатраты на 20–40 %, что позволило снизить прямые эксплуатационные расходы. К 2017 году стоимость девятилетнего PC-12 составляла 2,5–2,8 миллиона долларов, а стоимость 15–16-летних моделей — 1,8 миллиона долларов.
К октябрю 2019 года флот PC-12 превысил 1700 самолетов с общим налетом более семи миллионов часов. К маю 2021 года было поставлено 1800 самолетов, в том числе 82 в 2020 году, налетавших восемь миллионов часов. В мае 2023 года флот достиг десяти миллионов часов полёта. В общей сложности 71 самолет PC-12 налетал более 20 000 часов каждый, а самый большой налет составил более 35 000 часов. 12 мая 2023 года заказчику был доставлен 2000-й самолет, поскольку в 2022 году было построено 80 самолетов, а у Pilatus имелся портфель заказов на 63 единицы, при этом 1889 самолетов находились в эксплуатации, а 31 самолет — на хранении.
В 2022 году авиакомпания Tradewind Aviation наметила масштабную программу обновления и расширения парка, купив 20 новых самолетов Pilatus PC-12 NGX в рамках сделки стоимостью более 100 миллионов долларов, при этом поставки будут осуществляться по 3-4 самолета в год до 2027 года. Программа закрепляет статус Tradewind как оператора одного из крупнейших в мире парков самолетов Pilatus PC-12 и самого большого из доступных для чартерных перевозок. Tradewind эксплуатирует все варианты PC-12, начиная с 2003 года.

### Военное применение

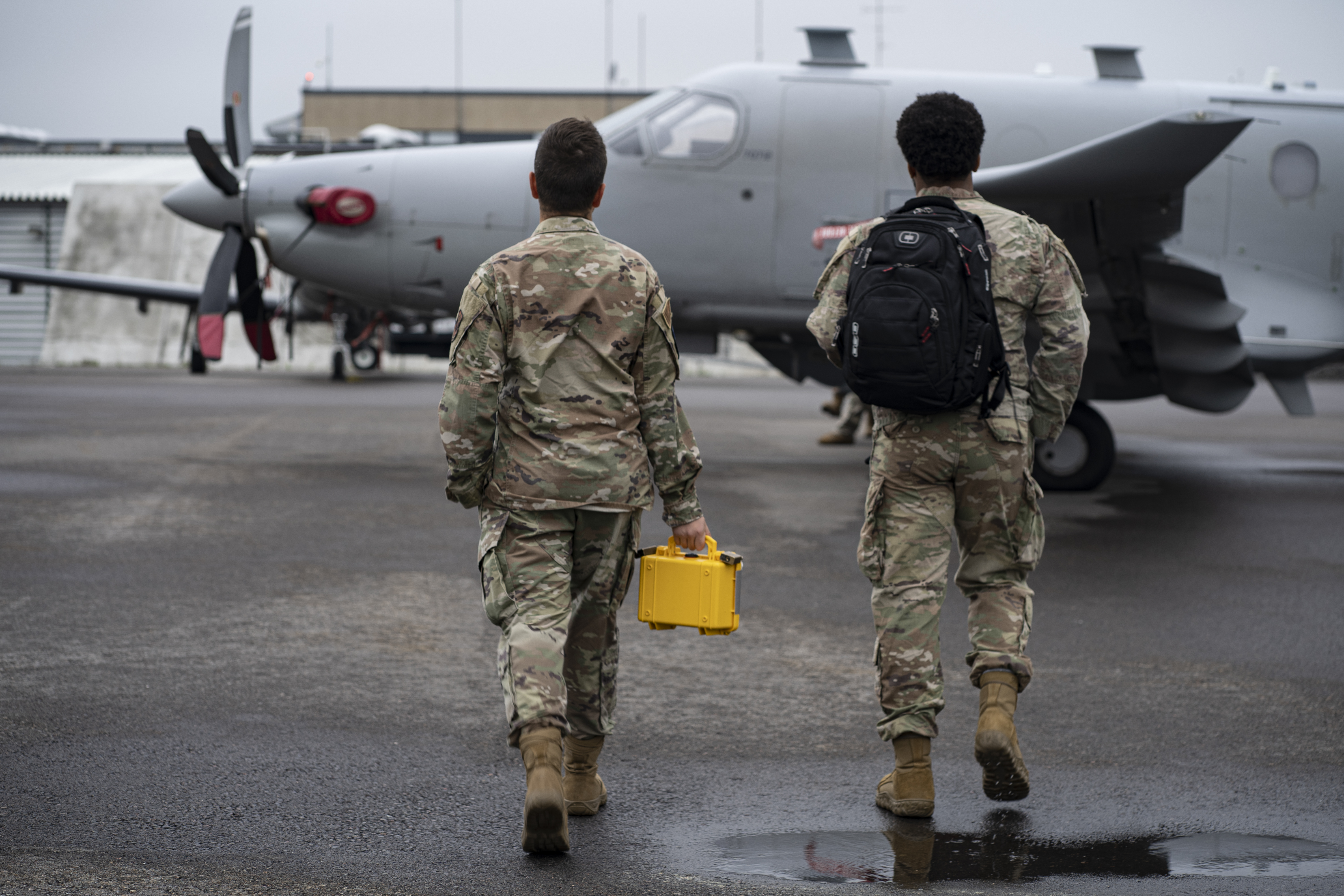
Члены экипажа U-28F Draco из состава 319-й эскадрильи специальных операций Командования специальных операций ВВС США

PC-12 — первый самолет Pilatus, ориентированный в основном на гражданский рынок. Несмотря на то, что компания исторически была производителем самолётов, ориентированных преимущественно на военное применение, военные продажи PC-12 считались низкоприоритетными на ранних стадиях разработки.
PC-12, предлагаемый ВВС США для поддержки войск Командования специальных операций в миссиях по разведке, наблюдению и рекогносцировки, получил наименование U-28A Draco. U-28A эксплуатируется 319-й эскадрильей специальных операций (319th Special Operations Squadron), дислоцированной на авиабазе Харлберт-Филд, штат Флорида, там же где расположена штаб-квартира Командования специальных операций ВВС США. 9 апреля 2010 года на этой авиабазе также была развёрнута 34-я эскадрилья специальных операций как второе подразделение использующее U-28A . Обе эскадрильи действуют в составе 1-го крыла специальных операций 1-й группы специальных операций с расположением в Харлберт-Филд. U-28A также эксплуатируется 318-й эскадрильей специальных операций (318th Special Operations Squadron) и 310-й эскадрильей специальных операций (310th Special Operations Squadron) в составе 27-го крыла специальных операций (27th Special Operations Wing) на авиабазе Кэннон, Нью-Мексико. В мае 2019 года ВВС официально одобрили использование названия «Драко» для этого самолета.
В августе 2022 года Командование специальных операций США объявило, что выбрало лёгкий ударный самолёт-разведчик  L3Harris OA-1K Skyraider II для своей программы Armed Overwatch (рус. Вооруженный надзор). Цель программы состоит в том, чтобы разведывательные самолёты выполняли миссии в сложной воздушной обстановке, включая полёты с аэродромов с суровыми условиями. Sky Raider должен принять на себя боевые задачи от U-28A, поскольку Командование специальных операций посчитало его устаревшим и дорогим самолетом, требующий специального оборудования и обучения для обслуживания. Однако U-28A продолжит участвовать в миссиях обеспечивать по разведывательному и информационному обеспечению поисково-спасательных операций и в гуманитарных акциях, после поставки в войска самолётов Sky Raider.
В 2009 году ВВС Финляндии выбрали PC-12 NG для замены самолетов Piper Chieftain и Valmet L-90 Redigo в качестве самолета связи и управления. Самолеты были переданы ВВС в 2010 году. К 2022 году в составе ВВС Финляндии находились шесть самолетов PC-12.

## Варианты
- PC-12/41 — оригинальный вариант был сертифицирован в 1994 году и оборудовался двигателем PT6A-67B (Pratt & Whitney, Канада). Большинство выпущенных PC-12/41 прошло модернизацию и превратилось в PC-12/45.
- PC-12/45 — сертифицирован в 1996 году с двигателем PT6A-67B (Pratt & Whitney, Канада). Максимальный вес был увеличен до 4500 кг.
- PC-12/47 — сертифицирован в 2005 году с двигателем PT6A-67B (Pratt & Whitney, Канада). Максимальный вес был увеличен до 4740 кг.
- PC-12/47E — сертифицирован в 2008 году, получил модернизированную авионику и двигатель PT6A-67P (Pratt & Whitney, Канада). Иногда на рынках встречается под названием PC-12 NG (англ. Next Generation, «Новое Поколение»)
- U-28A — вариант для ВВС США.
- РС-12M Eagle — многоцелевой разведывательный самолёт, разработанный швейцарской фирмой Pilatus. Был ориентирован на рынок США. В зависимости от конфигурации разведывательного оборудования самолёт может выполнять следующие миссии: радиоэлектронная разведка и патрулирование (SAR РЛС и ИК-датчики), РЭБ и целеуказание (ФАР, РЛС, ИК-датчики, аппаратура РЭБ и аппаратура радио и радиотехнической разведки), патрулирование прибрежных границ и проведение операций против контрабанды наркотиков (ИК-датчики и мультиспектральная оптическая камера MSOC). Как дополнительные функции предусматривается конфигурации самолёта в роли: медицинского эвакуационного, фоторазведки, пассажирского и транспортного самолёта, VIP-транспорта. Первый полет самолёта РС-12М состоялся в октябре 1995 года. Существуют два основных варианта самолёта, первый : PC-12M(HB-FOB) — оборудованный оптико-электронными датчиками под управлением системы Northrop Grumman Sensor Management System (SMS). Система SMS включает трехпроцессорную станцию на базе процессоров Intel Pentium. В состав датчиков входят — ИК-датчики WF-160DS FLIR, оптическая камера с вариообъективом от 20 до 280 мм и американская система RISTA (Reconnaissance, Infra-red Surveillance, Target Acquisition). Второй вариант: PC-12M(HB-FOG) — оборудован датчиками Northrop Grumman WF-160DS IR/E-O, РЛС Raytheon Sea Vue SV 1021, системой РЭР Delfin Systems (30 МГц до 2 ГГц), систему цифровой и видео-передачи данных (на дальность до 200 км).

## Операторы
По состоянию на май 2023 года заказчикам было поставлено 2000 самолетов PC-12. Ниже представлены некоторые правительственные и военные операторы этих самолётов.

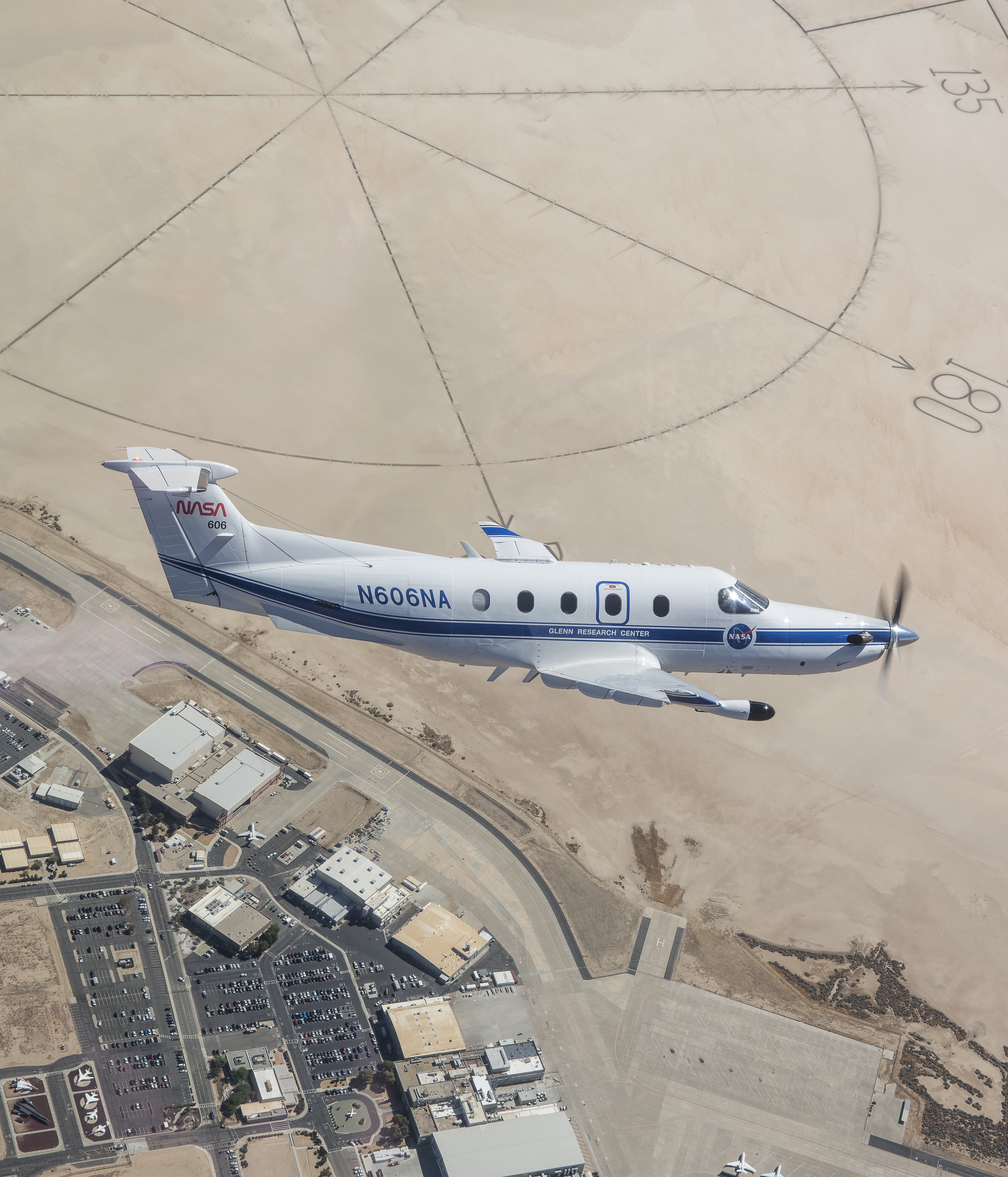
Pilatus PC-12 эксплуатируемый NASA пролетает над Лётно-исследовательским центром им. Армстронга в сентябре 2024 года

### Государственные операторы
Австралия
- Полиция штата Западная Австралия — эксплуатирует два самолета PC-12 для перевозки персонала, проведения поисково-спасательных операций и ликвидации последствий стихийных бедствий[48].
- Полиция Северной Территории
- Полиция штата Южная Австралия

 Аргентина
- Национальная жандармерия Аргентины — эксплуатирует два самолета PC-12[49].

 Канада
- Королевская канадская конная полиция
- Провинциальная полиция Онтарио

 США
- Бюро по управлению земельными ресурсами — оперирует одним PC-12 совместно с пожарной службой Аляски[50].
- Правительство штата Висконсин — три самолета PC-12  эксплуатируются компанией Wisconsin Air Services. На них осуществляется воздушная перевозка должностных лиц штата и университета Висконсина[51].
- Департамент общественной безопасности Колорадо — два самолёта PC-12 Spectre используются дивизионом по предупреждению и тушению пожаров для борьбы с лесными пожарами и проведения поисково-спасательных работ[52].
- Департамент общественной безопасности Техаса — эксплуатируются два самолета PC-12 Spectre для воздушного патрулирования и спасательных операций[53].
- Погранично-таможенная служба США — в составе департамента воздушных и морских операций.
- Полицейский департамент Финикса — один PC-12 Spectre используется для наблюдения и в роли административного самолёта[54].
- Исследовательский центр Джона Х. Гленна НАСА — один самолёт используется в качестве административного[55].

 Швейцария
- Федеральная служба гражданской авиации — оперирует одним самолётом PC-12NG[56].

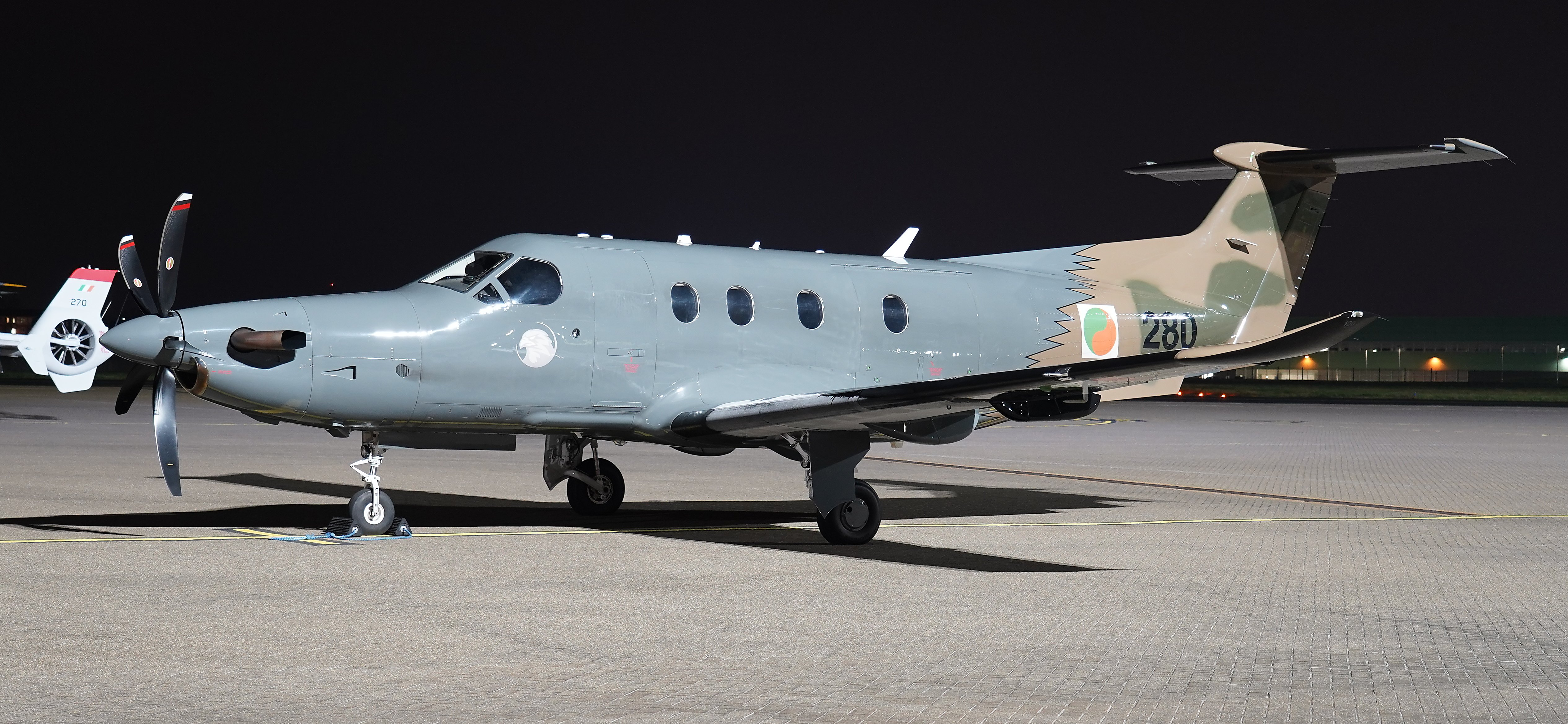
Pilatus PC-12-47E Воздушного корпуса Ирландии

### Военные операторы
Болгария
- ВВС Болгарии — оперирует одним самолётом PC-12 для перевозок высших должностных лиц[57].

 Ирландия
- Воздушный корпус Ирландии — к 2020 году эксплуатировались четыре самолета: один самолет в версии PC-12NG в качестве административного и три самолета в версии PC-12M SPECTRE, поставленные в сентябре 2020 года для разведывательных и транспортных целей[58].

 США
- ВВС США — эксплуатирует 35 самолётов PC-12 (обозначенных как U-28A), для участия в специальных операциях (Командование специальных операций ВВС США)[43].
  - 1-е крыло специальных операций (1st Special Operations Wing[англ.])
    - 319-я эскадрилья специальных операций (319th Special Operations Squadron[англ.])

  - 27-я группа специальных операций (27th Special Operations Group[англ.])
    - 318-я эскадрилья специальных операций (318th Special Operations Squadron[англ.])

  - 492-е крыло специальных операций (492d Special Operations Wing[англ.])

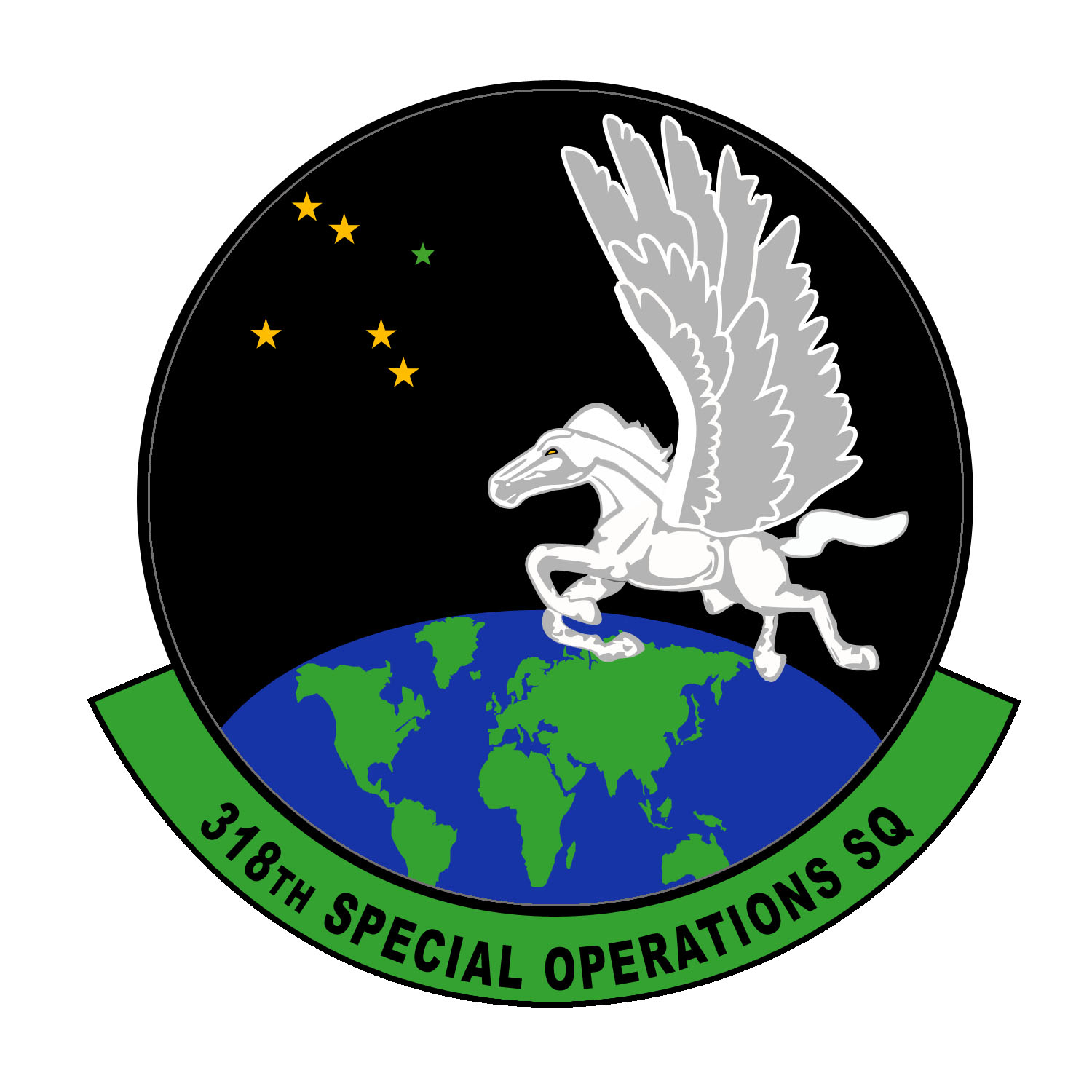
Эмблема 318-й эскадрильи специальных операций ВВС США, в составе которой эксплуатируются PC-12 (U-28A)

    - Эмблема 318-й эскадрильи специальных операций ВВС США, в составе которой эксплуатируются PC-12 (U-28A)6-я эскадрилья специальных операций (6th Special Operations Squadron[англ.])
    - 19-я эскадрилья специальных операций (19th Special Operations Squadron[англ.])

  - 919-е крыло специальных операций (919th Special Operations Wing[англ.])
    - 5-я эскадрилья специальных операций (5th Special Operations Squadron[англ.])
- ВМС США — оперирует одним самолётом PC-12NG[59]

 Финляндия
- ВВС Финляндии — эксплуатирует шесть самолетов PC-12NG в качестве самолетов связи[47].

 Чад
- ВВС Чада — в эксплуатации находился один PC-12 с установленной инфракрасной камерой переднего обзора. В 2017 году поврежден во время песчаной бури[60].

 Швейцария
- ВВС Швейцарии — эксплуатирует один самолет PC-12 для исследовательских полетов и VIP-перевозок[56].

 ЮАР
- ВВС ЮАР — в 41-й эскадрилье для перевозки VIP-персон используется один самолет PC-12[59].

## Происшествия и инциденты
Согласно базе данных сайта  Aviation Safety Network с самолётами Pilatus PC-12 было зафиксировано 136 аварий и инцидентов в период с 3 февраля 1998 года по 15 декабря 2023 года. В это число входят 106 смертельных случаев, что в среднем составляет 0,79 смертельных случаев на одно происшествие.

## Технические данные (PC-12 NGX)
- Экипаж: 1—2 чел.
- Максимальная скорость: км/ч
- Максимальная крейсерская скорость: 537 км/ч
- Практический потолок: 9 144 м
- Разбег: 570 м
- Взлётная дистанция: 758 м
- Пробег: 450 м
- Посадочная дистанция: 661 м
- Скороподъёмность на уровне моря: 9.75 м/сек
- Скорость сваливания: 124 км/час
- Перегоночная дальность: 3 498 км
- Дальность полёта 1 пилот + 1 пассажир:       3 456 км
- Дальность полёта 1 пилот + 4 пассажира:     3 339 км
- Дальность полета 1 пилот + 6 пассажиров:     2 903 км
- Дальность полёта 1 пилот + 10 пассажиров:    1 648 км
- Дальность полёта при максимальной загрузке 1014 кг:   1 285 км
- Пустой эксплуатационный вес: 3 086 кг
- Максимальный вес: 4 760 кг
- Взлётный вес: 4 740 кг
- Посадочный вес: 4 500 кг
- Максимальный вес без топлива: 4 100 кг
- Вместимость топлива: 1 227 кг
- Максимальная полезная загрузка: 1014 кг
- Максимальная полезная загрузка с полным топливом: 448 кг
- Высота: 4,26 м
- Длина: 14,4 м
- Размах крыла: 16,28 м
- Размах горизонтального хвостового оперения: 5.20 м
- Стандартная вместимость: 10 чел.
- Производитель двигателей: Pratt & Whitney (Канада)
- Модель: PT6A-67P (1)
- Выходная мощность: 1 200 л. с.
- Гарантии:
  - Планер 7 лет/5 000 часов
  - Пропеллер 6 лет/4 000 часов
  - Двигатель 5 лет/2 500 часов
  - Авионика 3 года/н/д
  - Интерьер и системы 2 года/2 000 часов